# La señorita Oyu
La señorita Oyu (お遊さま Oyū-sama?) es una película dramática japonesa de 1951 escrita y dirigida por Kenji Mizoguchi. Está basada en la novela de 1932, El cortador de cañas (Ashikari) de Junichiro Tanizaki.

## Sinopsis
En el siglo XIX, en Japón, Shizu y su hermana Oyū visitan a Shinnosuke para ver si Shizu es una buena candidata para casarse con él. Sin embargo, Shinnosuke está más fascinado por la hermana mayor, la viuda Oyū. Sin embargo, la tradición prohíbe que se vuelva a casar, ya que tiene que criar a su hijo y futuro heredero de la familia de su difunto esposo, por lo que Shinnosuke se casa con Shizu para estar lo más cerca posible de Oyū.
Cuando Oyū se entera de que Shizu se negó a consumar el matrimonio como muestra de respeto por la hermana mayor y el afecto entre ella y Shinnosuke, Oyū la regaña. Además, los rumores sobre la verdadera naturaleza de la relación entre los tres han comenzado a extenderse, por lo que Oyū insiste en una distancia geográfica. Más tarde, el hijo de Oyū muere y ella tiene que abandonar la familia de su esposo, mientras que Shizu muere poco después de dar a luz al hijo de ella y Shinnosuke. Este, cuya familia ha perdido su fortuna, deja a su hijo en la casa de Oyū, que se ha vuelto a casar, pidiéndole en una carta que lo críe como si fuera suyo.

## Reparto
- Kinuyo Tanaka como Oyū Kayukawa
- Nobuko Otowa como Shizu
- Yuji Hori como Shinnosuke Seribashi
- Kiyoko Hirai como Osumi
- Reiko Kongo como Otsugi Kayukawa
- Eijirō Yanagi como Eitaro
- Eitarō Shindō como Kusaemon
- Kanae Kobayashi como niñera
- Fumihiko Yokoyama como contable 1
- Jun Fujikawa como contable 2
- Soji Shibata como contable 3
- Inosuke Kuhara como niño
- Ayuko Fujishiro como camarera
- Shozo Nanbu como médico
- Midori Komatsu como anfitriona
- Sachiko Aima como profesora de decoración floral.
- Sumao Ishihara como sacerdote

## Recepción
Está adaptación de Mizoguchi de la novela de Junichiro Tanizaki elimina gran parte de la perversidad que característica a gran parte de la obra de Tanizaki y, en cambio, apunta a los códigos sociales represivos de la época que arruinan tres vidas en afecto frustrado, vergüenza y culpa contraproducente.